# Silke Möller
Silke Möller (născută Gladisch; n. 20 iunie 1964, Stralsund, Republica Democrată Germană), este o fostă atletă germană. Ea a câștigat la alergări pe distanțe scurte medalia de aur la Campionatul Mondial de Atletism din 1987 de la Roma. În 1985 a câștigat locul întâi la Cupa Mondială de la Canberra cu echipa de ștafetă (4x100 m) a Germaniei (Sabine Rieger, Marlies Göhr și Ingrid Auerswald), stabilind un nou record mondial (41,37 sec.).

## Realizări
| An   | Competiție                               | Locație             | Loc | Eveniment | Note  |
| ---- | ---------------------------------------- | ------------------- | --- | --------- | ----- |
| 1981 | Campionatul European de Juniori (sub 20) | Utrecht, Olanda     | 1   | 4×100 m   | 43,77 |
| 1983 | Campionatul European în sală             | Budapesta, Ungaria  | 2   | 60 m      | 7,12  |
| 1983 | Campionatul Mondial                      | Helsinki, Finlanda  | 9   | 100 m     | 11,30 |
| 1983 | Campionatul Mondial                      | Helsinki, Finlanda  | 1   | 4×100 m   | 41,76 |
| 1985 | Jocurile Mondiale în sală                | Paris, Franța       | 1   | 60 m      | 7,20  |
| 1985 | Campionatul European în sală             | Pireu, Grecia       | 4   | 60 m      | 7,24  |
| 1986 | Campionatul European în sală             | Madrid, Spania      | 3   | 60 m      | 7,14  |
| 1986 | Campionatul European                     | Stuttgart, Germania | 4   | 100 m     | 11,09 |
| 1986 | Campionatul European                     | Stuttgart, Germania | 3   | 200 m     | 22,49 |
| 1986 | Campionatul European                     | Stuttgart, Germania | 1   | 4×100 m   | 41,84 |
| 1987 | Campionatul Mondial                      | Roma, Italia        | 1   | 100 m     | 10,90 |
| 1987 | Campionatul Mondial                      | Roma, Italia        | 1   | 200 m     | 21,74 |
| 1987 | Campionatul Mondial                      | Roma, Italia        | 2   | 4×100 m   | 41,95 |
| 1988 | Campionatul European în sală             | Budapesta, Ungaria  | 2   | 60 m      | 7,05  |
| 1988 | Jocurile Olimpice                        | Seul, Coreea de Sud | 9   | 100 m     | 11,12 |
| 1988 | Jocurile Olimpice                        | Seul, Coreea de Sud | 5   | 200 m     | 22,09 |
| 1988 | Jocurile Olimpice                        | Seul, Coreea de Sud | 2   | 4×100 m   | 42,09 |
| 1990 | Campionatul European                     | Split, Iugoslavia   | 2   | 100 m     | 11,10 |
| 1990 | Campionatul European                     | Split, Iugoslavia   | 1   | 4×100 m   | 41,68 |

## Recorduri personale
| Probă         | Performanță | Dată              | Locație      |
| ------------- | ----------- | ----------------- | ------------ |
| 100 m         | 10,86 s     | 20 august 1987    | Potsdam      |
| 200 m         | 21,74 s     | 3 septembrie 1987 | Roma         |
| 4×100 m       | 41,37 s RE  | 6 octombrie 1985  | Canberra     |
| 60 m în sală  | 7,04 s =RN  | 6 martie 1988     | Budapesta    |
| 200 m în sală | 23,37 s     | 21 ianuarie 1990  | Sindelfingen |